# Álbum de Chocolatinas Jet
El Álbum de Chocolatinas Jet es un álbum de cromos de temática principalmente educativa y de divulgación científica distribuido en múltiples ediciones desde el año 1962 en Colombia por  Chocolatinas Jet marca de chocolatinas de la Compañía Nacional de Chocolates de Colombia y el Grupo Nutresa. Editado y distribuido primeramente por la editorial española Bruguera y posteriormente por chocolatinas Jet y Agenda del Mar Comunicaciones. 
Él álbum en su edición de Historia Natural distribuido entre 1968 y 1997 en múltiples reediciones se volvió muy popular en el país, siendo considerado un elemento de culto en la Colombia de finales del siglo XX debido a que las laminas o cromos del mismo venían incluidas dentro de las chocolatinas jet.

## Primeras Ediciones
El álbum de chocolatinas jet en sus más de 60 años ha tenido múltiples ediciones donde se ha buscado principalmente tener un contenido mayoritariamente educativo.

### Álbum Jet: La Conquista del Espacio
Lanzado en el año de 1962 durante el tiempo de la carrera espacial el álbum tuvo una temática aeronáutica, este mismo fue la versión colombiana del álbum homónimo distribuido en España por la empresa Bruguera. La principal característica de este álbum era además de su temática aeronáutica, el que los cromos no eran autoadhesivos debido a esto los cromos debían ser puestos en el álbum con algún tipo de pegante del gusto del dueño. Tenia un total de 250 cromos y se otorgaba un premio a las personas que conseguían llenarlo en su totalidad.

### Álbum Jet: Auto-Jet
Lanzado en el año de 1963 el álbum tuvo una temática automovilística fue distribuido por Bruguera Tenia un total de 250 cromos y se otorgaba un premio a las personas que conseguían llenarlo en su totalidad.

### Álbum Jet: Banderas y Uniformes
Lanzado en el año de 1964 el álbum tenía como objetivo evidenciar las diversas banderas y ropa de las naciones de aquella época. fue distribuido por Bruguera y tenia un total de 250 cromos y se otorgaba un premio a las personas que conseguían llenarlo en su totalidad.

### Álbum Jet: El Hombre y el Mar
Lanzado en el año 1965 el álbum mostraba la evolución del transporte marítimo y el transporte fluvial fue distribuido por Bruguera y fue el primero en no poseer premio para aquellos que lo llenaran en su totalidad.

## Álbum Jet: Historia Natural
Lanzado en el año de 1968 fue el quinto y más exitoso de los álbumes jet, quien marcaria el semblante del álbum de ser un material educativo y de divulgación científica, al tener como temática principal la historia natural. El álbum poseía un total de 512 láminas en este se retomo la mecánica de un premio a quien consiguiera llenar por completo el álbum, un total de $250 Pesos de la época, de igual manera fue también el último álbum en otorgar premio. Este álbum contó con tres reediciones en los 1969,1995 y 1997. Las versiones de 1968,1969 y 1995 fueron distribuidas por la editorial Bruguera y a partir de la edición de 1997 por Agenda del Mar Comunicaciones.

### Versión de 1969
En la versión de 1969 la mayoría del álbum permanece igual, con 512 laminas y premio a quien lo logre completar, sin embargo se sustituyen una serie de láminas de astronomía, donde se cambiaron fondos y tonalidades de color, además de agregar una serie de laminas acerca del Alunizaje ocurrido en el mismo año.

### Versión de 1995
En esta versión los cambios más significativos fueron la actualización a una nueva portada para el álbum y el reemplazo de varias laminas, de igual manera esta fue la ultima versión distribuida por la empresa española Bruguera.

### Versión de 1997
En el año 1997 ocurren los mayores cambios en el álbum, este deja de ser distribuido por Bruguera para pasar a ser distribuido por Agenda del Mar Comunicaciones ya que estos se habían percatado de una serie de irregularidades presentes en algunos datos y descripciones de las láminas de los animales presentes en el álbum. Todo esto fue expuesto en una carta expedida por Agenda del Mar a la Compañía Nacional de Chocolates, compañía la cual, al recibirla, decide entonces encargar este y los próximos álbumes a Agenda del Mar Comunicaciones. De igual manera se realiza el cambio de la portada del álbum por una de color azul con animales en ella, las láminas así como el álbum pasaron a tener un tinte verde, se remplazaron más de 50 laminas y sus datos.

## Álbum Jet: El Mundo de los Animales
Tras varios años sin renovar el álbum, Chocolatinas Jet Lanza en el año 2007 la nueva versión del álbum jet: El Mundo de los animales, distribuido por Agenda del Mar Comunicaciones. Un álbum que siguiendo el modelo de los anteriores busca ser un material educativo en este caso relacionado con la Fauna, evidenciando las diferentes especies de animales que existen en el planeta y su diferente grado de conservación.
Entre sus mejoras fue el primero en contar con laminas autoadhesivas y una serie de páginas a color donde se encontraban algunas de las laminas más raras del álbum. Este álbum contó con un total de 250 laminas.

## Álbum Jet: El Mundo de los Animales Prehistóricos y en Peligro de Extinción
Lanzado en el año 2011 este trata principalmente sobre paleontología mostrando los diversos animales que han existido en la tierra, la geología de la tierra, la evolución de los diferentes periodos climáticos del planeta y en una segunda sección trata de aquellos animales que se han extinguido recientemente y aquellos que están en proceso de extinción.
Fue distribuido por Agenda del Mar Comunicaciones, contó de igual manera con 250 láminas y una sección a todo color donde estaban ubicadas algunas láminas de diversas formas diferentes a la clásica forma rectangular, contó también con laminas metalizadas y algunas con relieve.

## Álbum Jet: Planeta Sorprendente
Lanzada en el año 2013, este fue el primero en presentar la totalidad de sus hojas a todo color, explorando temas como la naturaleza, la astronomía, la fauna y la flora. A diferencia de los anteriores álbumes este tuvo una orientación horizontal, frente a la clásica orientación vertical que los caracterizaba. Fue distribuido por Agenda del Mar comunicaciones, y fue el primer álbum en contar con el logo de Grupo Nutresa tras que esta compañía adquiriera a la Compañía Nacional de Chocolates, contó con 300 laminas autoadhesivas.

## Álbum Jet: Vive la Aventura Colombia

National Geographic fue uno de los principales colaboradores en la realización del álbum

Vive la Aventura Colombia fue lanzado en el año 2017 este retoma el formato vertical del álbum y es realizado por Agenda del Mar comunicaciones en conjunto con Parques Naturales Nacionales de Colombia y la prestigiosa revista y organización americana National Geographic, su portada fue realizada por el aclamado fotógrafo Fernando Trujillo. 
Esta edición explora cada uno de los 34 Parques Naturales Nacionales de Colombia, evidenciando la gran diversidad de plantas, especies, pisos térmicos y climas que existen en el país. El álbum se caracteriza por mostrar a detalle la biodiversidad que se busca proteger en el país evidenciando de igual manera las fortalezas y debilidades existentes y su grado de protección. Esta edición posee 80 páginas y 250 láminas agrupadas en 5 diferentes temáticas, desarrolladas con el apoyo de National Geographic y Parques Naturales Nacionales de Colombia.
- Aventura Marina

En esta temática se exploran los parques naturales ubicados a ambas orillas de los océanos colombianos, el Océano Atlántico y el Océano Pacífico como el Parque nacional natural Tayrona ó  el Parque nacional natural Ensenada de Utría.
- Aventura a las Alturas

En esta temática se exploran las grandes cordilleras, páramos, picos y glaciares colombianos como el Parque nacional natural Puracé ó el Parque nacional natural Los Nevados.
- Aventura desértica y la sabana

En esta temática se exploran las zonas más desérticas y agrestes de Colombia, así como sus inmensas sabanas  como en el Parque nacional natural Macuira ó el Parque nacional natural Tinigua donde se ubica Caño Cristales.
- Aventura en los Bosques

En esta temática se explora la gran masa forestal que cubre casi la mitad del territorio colombiano como el Parque nacional natural Farallones de Cali ó el Parque nacional natural Amacayacu.
- Aventura Arqueológica

En esta temática se exploran los vestigios de las antiguas civilizaciones precolombinas en Colombia como en el Parque arqueológico de San Agustín declarado Patrimonio de la Humanidad por la Unesco ó el también declarado Patrimonio de la Humanidad Parque Arqueológico Nacional de Tierradentro.

## Álbum Jet: #Colombia Sorprendente

Marca País de Colombia

Lanzado en el año 2021 este álbum se destaca por tener un acercamiento mayor a las nuevas tecnologías implementando mejoras como inmersión a través de realidad aumentada, códigos QR para aumentar la experiencia y de igual manera un álbum virtual, el cual también puede ser llenado a través de la red. Esta edición explora más a fondo la Cultura Colombiana, fue realizado en Conjunto con el Gobierno de Colombia y ProColombia Marca País del país cafetero y las ganancias generadas por este serán destinadas a cacaoteros del departamento de Santander. Actualmente es distribuido por Agenda del Mar y consta de un total de 256 láminas.

## Álbum Jet en la Cultura Popular
Desde su lanzamiento en el año 1962 el álbum jet se ha caracterizado por una gran popularidad en Colombia, volviéndose este un objeto de colección esencial en lo relacionado con la cultura pop Colombiana. Las primeras y más conservadas ediciones de estos ejemplare han sobrepasado los 2 Millones de Pesos Colombianos, y ha sido múltiple su aparición en las noticias y medios del país.